# 史提夫·克羅夫斯
史提夫·凱斯·克羅夫斯（英語：Stephen Keith Kloves，1960年3月18日—）是一名美國男編劇、導演和製片人。知名作品如自編自導的1989年電影《一曲相思情未了》，以及《哈利波特》系列電影和《天才接班人》（2000年）。

## 外部連結
- 史提夫·克羅夫斯在互联网电影资料库（IMDb）上的資料（英文）